# Christian Friedrich Heinrich Wimmer
Christian Friedrich Heinrich Wimmer ( 30 de octubre de 1803 - 12 de marzo de 1868) fue un botánico y micólogo de Breslau.
Trabajó de Schulrat (maestro oficial) en Breslau, y desarrolló una prolífica autoría de la flora de Silesia. Se especializó en el estudio del género Salix.

## Honores
El género Wimmeria  Schltdl. 1831 de la familia Celastraceae se nombró en su honor.
- La abreviatura «Wimm.» se emplea para indicar a Christian Friedrich Heinrich Wimmer como autoridad en la descripción y clasificación científica de los vegetales.[2]

## Algunas publicaciones
- Flora Silesiae, con Heinrich E. Grabowski (1792-1842), 1827-1829
- Flora von Schlesien (Flora de Silesia), 1832
- Phytologiae Aristotelicae fragmenta, 1838
- Flora von Schlesien preußischen und österreichischen Antheils (Flora de Antheils de Prusia y de Austria Silesia), 1840
- Theophrasti Eresii Opera quae supersunt omnia, 1866
- Salices europaeae, 1866

## Fuente
- Esta obra contiene una traducción  derivada de «Christian Friedrich Heinrich Wimmer» de Wikipedia en alemán, publicada por sus editores bajo la Licencia de documentación libre de GNU y la Licencia Creative Commons Atribución-CompartirIgual 4.0 Internacional.